# Котов Павло Олександрович
Павло́ Олекса́ндрович Ко́тов (17 січня 1900 , Санкт-Петербург  — 25 травня 1966 , Ленінград ) — радянський військовий діяч, генерал-майор (1940). Депутат Верховної Ради УРСР першого скликання (1938–1947).

## Біографія
Народився 17 січня 1900 року в родині шевця-чоботаря в Санкт-Петербурзі, нині Росія. 1918 року після закінчення школи почав працювати. 
Член РКП(б) з 1918 року.
З квітня 1918 року добровольцем пішов до Червоної армії. Брав участь у громадянській війні. У Військово-повітряних силах (ВПС) — з 1927 року. Увесь час служив на командно-політичних посадах.
У середині 1930-х років командував групою легких бомбардувальників Р-Z, був начальником штабу авіаційної групи.
З листопада 1936 по 1937 рік брав участь у громадянській війні в Іспанії як радник при штабі республіканської авіації. Мав псевдонім «Пабло Боскович».
Після повернення з Іспанії продовжував служити у ВПС. 13 жовтня 1937 року присвоєно військове звання комбриг.
У 1938 році був заступником командувача ВПС Київського військового округу.
26 червня 1938 року обраний депутатом Верховної Ради УРСР першого скликання Олевській виборчій окрузі № 23 Житомирської області.
4 червня 1940 присвоєно військове звання генерал-майор.
Обіймав посади помічника начальника ВПС РСЧА по кадрам (начальника Управління кадрів ВПС), командувача ВПС Орловського військового округу (до 15 травня 1941 року). Був звільнений з посади за недоліки бойової підготовки ВПС округу.
Під час Великої Вітчизняної війни з 1941 по 1945 рік — начальник кафедри оперативно-тактичної підготовки Військово-повітряної академії, заступник начальника Ленінградської військово-інженерної академії імені О. Ф. Можайського.
29 грудня 1956 року вийшов у відставку в званні генерал-майора авіації. Проживав у Ленінграді (нині Санкт-Петербург, Росія). 
Помер у 25 травня 1966 року.

## Військові звання
- комбриг (13.10.1937)
- генерал-майор (04.06.1940)

## Нагороди
- два ордена Леніна (25.05.1936, 21.02.1945)
- чотири ордена Червоного Прапора (03.01.1937, 27.06.1937, 03.11.1944, 24.06.1948)
- орден Вітчизняної війни 2-го ступеня (18.08.1945)
- медалі, у тому числі медаль «XX років Робітничо-Селянській Червоній Армії» (1938)[4].